# Johann Kroll
Johann Kroll (* 25. Juni 1918 in Rosnochau, Oberschlesien, Deutsches Kaiserreich; † 16. März 2000 in Gogolin, Polen) war ein Aktivist und Politiker der deutschen Minderheit in Polen.

## Leben und Wirken
Johann Kroll wurde am 25. Juni 1918 in Rosnochau bei Oberglogau geboren. 1937 schloss er den Besuch des Carolinum (Nysa) ab. Danach studierte er Naturwissenschaften an der  Schlesischen Friedrich-Wilhelms-Universität Breslau. Im Zweiten Weltkrieg wurde Kroll zur Wehrmacht eingezogen und auf der Krim schwer verwundet. Er heiratete 1948 Maria Bias und arbeitete auf einem Bauernhof in Oberwitz, wo er sich mit seiner Familie niederließ. 1975 gründete er in Oberwitz eine Landwirtschaftliche Produktionsgenossenschaft, die etwa 250 Personen beschäftigte. Zudem zog er nach Gogolin um.
1988 begann Kroll die Organisation von Treffen der Deutschen im Oppelner Land. Er war Initiator der Listenaktion, in der Unterschriften von Personen gesammelt wurden, die sich als Deutsche bekannten. Damit wollte man die Anerkennung der deutschen Minderheit im Oppelner Land erreichen. Als im Januar 1990 die Sozial-Kulturelle Gesellschaft der Deutschen im Oppelner Schlesien (SKGD) mit Sitz in Gogolin registriert wurde, wurde Kroll zum ersten Vorsitzenden gewählt. Als 1992 sein Sohn Henryk Kroll (* 1949) den Vorsitz übernahm, wurde Johann Kroll zum Ehrenvorsitzenden.
Kroll setzte sich für die Organisation der ersten deutschsprachigen Gottesdienste und für Deutschunterricht an Schulen ein. Ferner beteiligte er sich an der Gründung von deutschen Kultur- und Wirtschaftseinrichtungen.
Für seine Leistungen im beruflichen, kulturellen und gesellschaftlichen Bereich erhielt Kroll mehrere Auszeichnungen. Unter anderem erhielt er das Ritterkreuz des Ordens Polonia Restituta der Republik Polen. Am 7. Januar 1999 erhielt Kroll das Bundesverdienstkreuz am Bande. Überreicht wurde es am 13. März durch den Botschafter Johannes Bauch.
Johann Kroll verstarb am 16. März 2000 und wurde in Gogolin beigesetzt. Zu Ehren von Johann Kroll brachte die SKGD am 23. Mai 2010 eine Gedenktafel am Rathaus in Gogolin an. Zudem soll bis 2015 eine Straße in Gogolin seinen Namen tragen.